# Bag-in-box

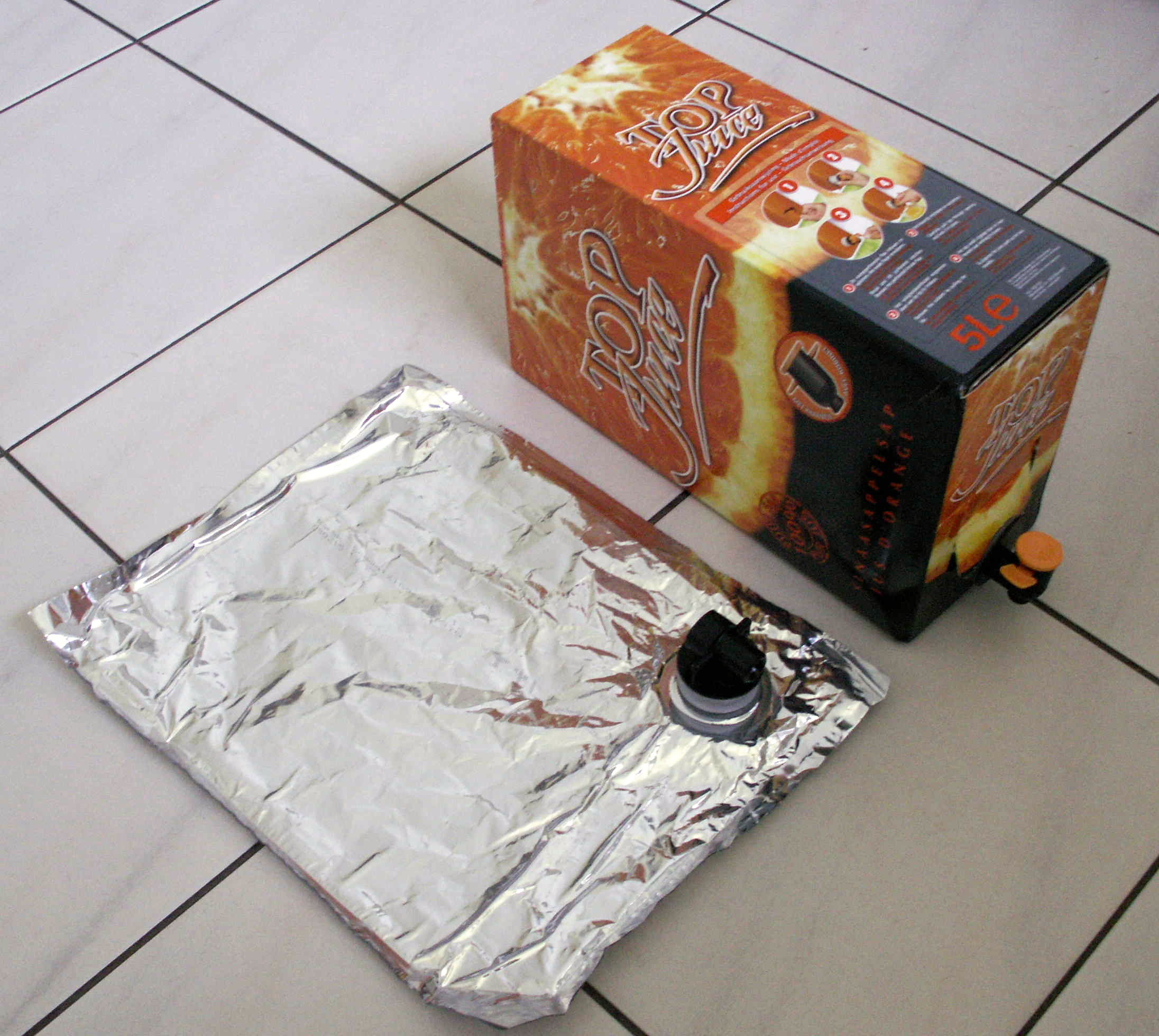
Opakowanie bag-in-box

Bag-in-box (ang. worek w pudełku) – kombinacja opakowania foliowego i kartonowego przeznaczona do pakowania i przechowywania różnorakich produktów płynnych i półpłynnych z zachowaniem ich świeżości i wszelkich pozostałych walorów przez dłuższy czas. 
System Bag-in-box stosowany jest do produktów spożywczych (woda, soki, wino, olej, koncentraty spożywcze, itp.), chemii gospodarczej, farmaceutyków, płynów technicznych, chemikaliów i innych. Specjalny worek barierowy wraz z zamknięciem zabezpiecza znajdujący się wewnątrz płyn przed działaniem tlenu. Konstrukcja zaworu pozwala na łatwe napełnienie worka oraz wielokrotne czerpanie zawartości bez narażenia jej na zepsucie (bez dostępu powietrza z zewnątrz). Worek umieszczany jest w specjalnym opakowaniu tekturowym.